# Joseph-Thomas Duhamel
Joseph-Thomas Duhamel, né le 6 novembre 1841 à Contrecœur et mort le 5 juin 1909 à Casselman, est un ecclésiastique canadien. Il est le deuxième évêque d'Ottawa et le premier archevêque d'Ottawa.

## Biographie

### Prêtre et curé
Né à Contrecœur, et descendant direct de Thomas Duhamel et d'Angélique Benier, il fut ordonné prêtre le 19 décembre 1863 après des études au collège d'Ottawa avec les oblats.
Curé de Buckingham, ses qualités administratives sont reconnues et il fut envoyé pour construire l'église de la paroisse de Saint-Eugène. Il assista  au concile Vatican I avec son évêque en tant que théologien.

### Évêque
Pie IX le nomma évêque d'Ottawa le 1er septembre 1874 et il fut consacré le 28 octobre suivant par Elzéar-Alexandre Taschereau avec comme co-consécrateurs Louis-François Richer Laflèche et Édouard-Charles Fabre.
Le 8 juin 1886, son diocèse est élevé en archevêché et il est nommé archevêque. Très dévoué à la cause de l’instruction, il fonde plusieurs écoles et paroisses dans sa région et améliore la condition des francophones catholiques.
En outre, il ordonne Jean-Marie-Rodrigue Villeneuve à la prêtrise et fonde le vicariat du Pontiac.
Il fut témoin du grand incendie de Hull de 1900 et il vit l'Université d'Ottawa tomber proie aux flammes le 2 décembre 1903. Ces événements assombrirent la fin de son épiscopat.
Après avoir donné sa vie entière pour le bien de sa communauté, il mourut le 5 juin 1909 à Casselman dans les Comtés unis de Prescott et Russell à l'âge de 67 ans. La municipalité de Duhamel a été nommée en son honneur.

## Succession apostolique
Joseph-Thomas Duhamel a ordonné les évêques suivants :
- Archevêque Charles-Hugues Gauthier (en) (1898)
- Évêque Élie Anicet Latulipe (1908)

## Honneurs
- Assistant au trône pontifical
- Comte du Saint Empire romain
- Avocat de Saint-Pierre
- Grand-croix de l'ordre du Saint-Sépulcre